# Élections municipales de 2005 en Chaudière-Appalaches
Les élections municipales québécoises de 2005 se déroulent le 6 novembre 2005. Elles permettent d'élire les maires et les conseillers de chacune des municipalités locales du Québec, ainsi que les préfets de quelques municipalités régionales de comté.
Elles permettent de déterminer les maires et les conseillers de chacune des municipalités locales de même que certains préfets. Ces élections sont les premières tenues en vertu de la Loi sur les élections et les référendums dans les municipalités adoptée en 2001 par l'Assemblée nationale du Québec, qui instaure une nouvelle procédure prévoyant de tenir les élections de tous les postes municipaux dans toutes les municipalités la même journée.

## Chaudière-Appalaches

### Adstock
| Candidats pour la mairie            | Vote | %     |
| ----------------------------------- | ---- | ----- |
| Hélène Faucher                      | 822  | 64,32 |
| Laurier Blanchette                  | 456  | 35,68 |
| Nombre d'électeurs inscrits : 2 336 |      |       |

### Armagh
| Candidats pour la mairie | Vote            | %               |
| ------------------------ | --------------- | --------------- |
| Guylain Chamberland      | Sans opposition | Sans opposition |

### Beauceville
| Candidats pour la mairie            | Vote  | %     |
| ----------------------------------- | ----- | ----- |
| Jean-Guy Bolduc                     | 1 305 | 40,91 |
| Marcel Roy                          | 1 069 | 33,51 |
| H-Marcel Veilleux (Sortant)         | 816   | 25,58 |
| Nombre d'électeurs inscrits : 5 057 |       |       |

### Beaulac-Garthby
| Candidats pour la mairie | Vote            | %               |
| ------------------------ | --------------- | --------------- |
| Jean Binette (Sortant)   | Sans opposition | Sans opposition |

### Beaumont
| Candidats pour la mairie            | Vote | %     |
| ----------------------------------- | ---- | ----- |
| André Goulet                        | 655  | 49,73 |
| Jean-Claude Tardif                  | 403  | 30,60 |
| Cécile Asselin                      | 259  | 19,67 |
| Nombre d'électeurs inscrits : 1 915 |      |       |

### Berthier-sur-Mer
| Candidats pour la mairie | Vote            | %               |
| ------------------------ | --------------- | --------------- |
| Rosario Bossé (Sortant)  | Sans opposition | Sans opposition |

### Cap-Saint-Ignace
| Candidats pour la mairie   | Vote            | %               |
| -------------------------- | --------------- | --------------- |
| Marcel Catellier (Sortant) | Sans opposition | Sans opposition |

### Disraeli (paroisse)
| Candidats pour la mairie | Vote            | %               |
| ------------------------ | --------------- | --------------- |
| André Gosselin (Sortant) | Sans opposition | Sans opposition |

### Disraeli (ville)
| Candidats pour la mairie            | Vote | %     |
| ----------------------------------- | ---- | ----- |
| Yvon Jolicoeur (Sortant)            | 913  | 62,97 |
| Jean-Guy Landry                     | 537  | 37,03 |
| Nombre d'électeurs inscrits : 2 180 |      |       |

### Dosquet
| Candidats pour la mairie  | Vote            | %               |
| ------------------------- | --------------- | --------------- |
| Rénald Mongrain (Sortant) | Sans opposition | Sans opposition |

### East Broughton
| Candidats pour la mairie | Vote            | %               |
| ------------------------ | --------------- | --------------- |
| Paul Grenier (Sortant)   | Sans opposition | Sans opposition |

### Frampton
| Candidats pour la mairie | Vote            | %               |
| ------------------------ | --------------- | --------------- |
| Sonia Paradis (Sortante) | Sans opposition | Sans opposition |

- Jacques Soucy devient maire de Frampton en cours de mandat[Quand ?]

### Honfleur
| Candidats pour la mairie | Vote            | %               |
| ------------------------ | --------------- | --------------- |
| Marcel Blais (Sortant)   | Sans opposition | Sans opposition |

### Irlande
| Candidats pour la mairie | Vote            | %               |
| ------------------------ | --------------- | --------------- |
| Bruno Vézina (Sortant)   | Sans opposition | Sans opposition |

### Kinnear's Mills
| Candidats pour la mairie | Vote            | %               |
| ------------------------ | --------------- | --------------- |
| Marquis Bédard (Sortant) | Sans opposition | Sans opposition |

### L'Islet
| Candidats pour la mairie            | Vote | %     |
| ----------------------------------- | ---- | ----- |
| Jacques Bernier (Sortant)           | 721  | 56,50 |
| Solange Tremblay                    | 555  | 43,50 |
| Nombre d'électeurs inscrits : 3 118 |      |       |

### La Durantaye
| Candidats pour la mairie                      | Vote | %     |
| --------------------------------------------- | ---- | ----- |
| Andrée Couillard-Després Lamontagne (Sortant) | 248  | 72,51 |
| Simon Lemelin                                 | 94   | 27,49 |
| Nombre d'électeurs inscrits : 644             |      |       |

### La Guadeloupe
| Candidats pour la mairie | Vote            | %               |
| ------------------------ | --------------- | --------------- |
| Marc-André Doyle         | Sans opposition | Sans opposition |

Élection partielle au poste de maire en 2006.
- Nécessaire en raison de la démission du maire Marc-André Doyle pour devenir directeur général de la municipalité[2].
- Huguette Plante est élue mairesse de la municipalité[3].

### Lac-Etchemin
| Candidats pour la mairie  | Vote            | %               |
| ------------------------- | --------------- | --------------- |
| Jean-Guy Breton (Sortant) | Sans opposition | Sans opposition |

### Lac-Frontière
| Candidats pour la mairie | Vote            | %               |
| ------------------------ | --------------- | --------------- |
| Françoise Auclair        | Sans opposition | Sans opposition |

- Léon Laverdière devient maire de Lac-Frontière en cours de mandat[Quand ?].

### Lac-Poulin
| Candidats pour la mairie | Vote            | %               |
| ------------------------ | --------------- | --------------- |
| Claude Lemieux           | Sans opposition | Sans opposition |

### Laurier-Station
| Candidats pour la mairie   | Vote            | %               |
| -------------------------- | --------------- | --------------- |
| Gérald Laganière (Sortant) | Sans opposition | Sans opposition |

### Leclercville
| Candidats pour la mairie | Vote            | %               |
| ------------------------ | --------------- | --------------- |
| Marcel Richard (Sortant) | Sans opposition | Sans opposition |

### Lévis
| Partis                               | Partis                                                 | Candidats pour la mairie | Vote   | %     |
| ------------------------------------ | ------------------------------------------------------ | ------------------------ | ------ | ----- |
|                                      | Lévis Force 10 - Équipe Roy Marinelli                  | Danielle Roy-Marinelli   | 19 529 | 41,81 |
|                                      | Équipe Jean Garon/Parti des citoyens et des citoyennes | Jean Garon               | 13 213 | 28,29 |
|                                      | Démocratie Lévis                                       | Gilles Lehouillier       | 11 580 | 24,79 |
|                                      | Indépendant                                            | Mathieu Castonguay       | 2 390  | 5,11  |
| Nombre d'électeurs inscrits : 99 041 |                                                        |                          |        |       |

### Lotbinière
| Candidats pour la mairie | Vote            | %               |
| ------------------------ | --------------- | --------------- |
| Maurice Sénécal          | Sans opposition | Sans opposition |

### Montmagny
| Candidats pour la mairie            | Vote  | %     |
| ----------------------------------- | ----- | ----- |
| Jean-Guy Desrosiers                 | 2 811 | 52,56 |
| Lise M. Vachon                      | 1 226 | 22,92 |
| Bertrand Guimont                    | 718   | 13,43 |
| Michel Beausoleil                   | 593   | 11,09 |
| Nombre d'électeurs inscrits : 9 455 |       |       |

### Notre-Dame-Auxiliatrice-de-Buckland
| Candidats pour la mairie | Vote            | %               |
| ------------------------ | --------------- | --------------- |
| Robert Lejeune           | Sans opposition | Sans opposition |

### Notre-Dame-des-Pins
| Candidats pour la mairie          | Vote | %     |
| --------------------------------- | ---- | ----- |
| Viateur Boucher (Sortant)         | 337  | 50,75 |
| Pierre Bégin                      | 327  | 48,25 |
| Nombre d'électeurs inscrits : 843 |      |       |

### Notre-Dame-du-Rosaire
| Candidats pour la mairie | Vote            | %               |
| ------------------------ | --------------- | --------------- |
| Steeves Pelletier        | Sans opposition | Sans opposition |

### Notre-Dame-du-Sacré-Cœur-d'Issoudun
| Candidats pour la mairie | Vote            | %               |
| ------------------------ | --------------- | --------------- |
| Annie Thériault          | Sans opposition | Sans opposition |

### Sacré-Cœur-de-Jésus
| Candidats pour la mairie | Vote            | %               |
| ------------------------ | --------------- | --------------- |
| Guy Roy                  | Sans opposition | Sans opposition |

### Saint-Adalbert
| Candidats pour la mairie  | Vote            | %               |
| ------------------------- | --------------- | --------------- |
| René Laverdière (Sortant) | Sans opposition | Sans opposition |

### Saint-Adrien-d'Irlande
| Candidats pour la mairie   | Vote            | %               |
| -------------------------- | --------------- | --------------- |
| Jonathan Leclair (Sortant) | Sans opposition | Sans opposition |

- Jessika Lacombe, conseillère #6, devient mairesse de Saint-Adrien-d'Irlande en cours de mandat[Quand ?].

### Saint-Agapit
| Candidats pour la mairie            | Vote | %     |
| ----------------------------------- | ---- | ----- |
| Sylvie Fortin Graham                | 679  | 58,64 |
| Marcel Côté                         | 285  | 24,61 |
| Jacques Thibault                    | 194  | 16,75 |
| Nombre d'électeurs inscrits : 2 348 |      |       |

### Saint-Alfred
| Candidats pour la mairie          | Vote | %     |
| --------------------------------- | ---- | ----- |
| Jean-Roch Veilleux                | 208  | 67,75 |
| Gilles Robitaille                 | 99   | 32,25 |
| Nombre d'électeurs inscrits : 382 |      |       |

### Saint-Anselme
| Candidats pour la mairie            | Vote | %     |
| ----------------------------------- | ---- | ----- |
| Michel Bonneau                      | 925  | 60,58 |
| Jacques Normand (Sortant)           | 602  | 39,42 |
| Nombre d'électeurs inscrits : 2 665 |      |       |

### Saint-Antoine-de-l'Isle-aux-Grues
| Candidats pour la mairie          | Vote | %     |
| --------------------------------- | ---- | ----- |
| Jacques-André Roy (Sortant)       | 128  | 68,82 |
| Louise Dion                       | 58   | 31,18 |
| Nombre d'électeurs inscrits : 212 |      |       |

### Saint-Antoine-de-Tilly
| Candidats pour la mairie            | Vote | %     |
| ----------------------------------- | ---- | ----- |
| Michel Cauchon                      | 413  | 53,71 |
| Ghislain Daigle                     | 356  | 46,29 |
| Nombre d'électeurs inscrits : 1 251 |      |       |

### Saint-Apollinaire
| Candidats pour la mairie            | Vote | %     |
| ----------------------------------- | ---- | ----- |
| Ginette Moreau                      | 923  | 48,55 |
| Benoît Côté                         | 561  | 29,51 |
| Yves Maily                          | 417  | 21,94 |
| Nombre d'électeurs inscrits : 3 558 |      |       |

### Saint-Aubert
| Candidats pour la mairie            | Vote | %     |
| ----------------------------------- | ---- | ----- |
| Germain Robichaud                   | 421  | 54,82 |
| Yvon Fournier                       | 347  | 45,18 |
| Nombre d'électeurs inscrits : 1 411 |      |       |

### Saint-Benjamin
| Candidats pour la mairie   | Vote            | %               |
| -------------------------- | --------------- | --------------- |
| Richard Turcotte (Sortant) | Sans opposition | Sans opposition |

### Saint-Benoît-Labre
| Candidats pour la mairie | Vote            | %               |
| ------------------------ | --------------- | --------------- |
| Léonide Grenier          | Sans opposition | Sans opposition |

### Saint-Bernard
| Candidats pour la mairie   | Vote            | %               |
| -------------------------- | --------------- | --------------- |
| Liboire Lefebvre (Sortant) | Sans opposition | Sans opposition |

### Saint-Camille-de-Lellis
| Candidats pour la mairie | Vote            | %               |
| ------------------------ | --------------- | --------------- |
| Adélard Couture          | Sans opposition | Sans opposition |

### Saint-Charles-de-Bellechasse
| Candidats pour la mairie          | Vote            | %               |
| --------------------------------- | --------------- | --------------- |
| Charles-Eugène Blanchet (Sortant) | Sans opposition | Sans opposition |

### Saint-Côme–Linière
| Candidats pour la mairie  | Vote            | %               |
| ------------------------- | --------------- | --------------- |
| Gabriel Giguère (Sortant) | Sans opposition | Sans opposition |

### Saint-Cyprien
| Candidats pour la mairie          | Vote | %     |
| --------------------------------- | ---- | ----- |
| Ronald Gosselin                   | 262  | 65,83 |
| Michel Bernard                    | 136  | 34,17 |
| Nombre d'électeurs inscrits : 516 |      |       |

### Saint-Cyrille-de-Lessard
| Candidats pour la mairie          | Vote | %     |
| --------------------------------- | ---- | ----- |
| Luc Caron (Sortant)               | 256  | 61,84 |
| Mireille Pioger                   | 158  | 38,16 |
| Nombre d'électeurs inscrits : 773 |      |       |

### Saint-Damase-de-L'Islet
| Candidats pour la mairie | Vote            | %               |
| ------------------------ | --------------- | --------------- |
| Paulette Lord            | Sans opposition | Sans opposition |

### Saint-Damien-de-Buckland
| Candidats pour la mairie | Vote            | %               |
| ------------------------ | --------------- | --------------- |
| Hervé Blais (Sortant)    | Sans opposition | Sans opposition |

### Saint-Édouard-de-Lotbinière
| Candidats pour la mairie            | Vote | %     |
| ----------------------------------- | ---- | ----- |
| Jean-Michel Leclerc                 | 356  | 62,24 |
| Bernard Lemay Cameron (Sortant)     | 216  | 37,76 |
| Nombre d'électeurs inscrits : 1 051 |      |       |

- Alain Soucy, conseiller #3, devient maire de Saint-Édouard-de-Lotbinière en cours de mandat[Quand ?]

### Saint-Elzéar
| Candidats pour la mairie | Vote            | %               |
| ------------------------ | --------------- | --------------- |
| Richard Lehoux           | Sans opposition | Sans opposition |

### Saint-Éphrem-de-Beauce
| Candidats pour la mairie            | Vote | %     |
| ----------------------------------- | ---- | ----- |
| Luc Lemieux (Sortant)               | 856  | 74,50 |
| Jean-Marc Nadeau                    | 293  | 25,50 |
| Nombre d'électeurs inscrits : 1 960 |      |       |

### Saint-Évariste-de-Forsyth
| Candidats pour la mairie | Vote            | %               |
| ------------------------ | --------------- | --------------- |
| Gaétan Bégin             | Sans opposition | Sans opposition |

### Saint-Fabien-de-Panet
| Candidats pour la mairie    | Vote            | %               |
| --------------------------- | --------------- | --------------- |
| Pierre Thibaudeau (Sortant) | Sans opposition | Sans opposition |

### Saint-Flavien
| Candidats pour la mairie            | Vote | %     |
| ----------------------------------- | ---- | ----- |
| Roland Gagnon                       | 460  | 67,35 |
| Daniel Gingras (Sortant)            | 223  | 32,65 |
| Nombre d'électeurs inscrits : 1 133 |      |       |

### Saint-Fortunat
| Candidats pour la mairie | Vote            | %               |
| ------------------------ | --------------- | --------------- |
| Réjean Fortier (Sortant) | Sans opposition | Sans opposition |

### Saint-François-de-la-Rivière-du-Sud
| Candidats pour la mairie | Vote            | %               |
| ------------------------ | --------------- | --------------- |
| Pierre Jean              | Sans opposition | Sans opposition |

- Démission du maire Pierre Jean pour raison familiale en avril 2007[4].
- Yves Laflamme, conseiller #1, devient maire de Saint-François-de-la-Rivière-du-Sud en cours de mandat[Quand ?]

### Saint-Frédéric
| Candidats pour la mairie | Vote            | %               |
| ------------------------ | --------------- | --------------- |
| Henri Gagné (Sortant)    | Sans opposition | Sans opposition |

### Saint-Gédéon-de-Beauce
| Candidats pour la mairie | Vote            | %               |
| ------------------------ | --------------- | --------------- |
| Éric Lachance            | Sans opposition | Sans opposition |

### Saint-Georges
| Partis                               | Partis                      | Candidats pour la mairie | Vote  | %     |
| ------------------------------------ | --------------------------- | ------------------------ | ----- | ----- |
|                                      | Développement Saint-Georges | Roger Carette (Sortant)  | 8 113 | 76,11 |
|                                      | Indépendant                 | Serge Veilleux           | 2 457 | 23,05 |
|                                      | Indépendant                 | Gilles Jolin             | 90    | 0,39  |
| Nombre d'électeurs inscrits : 22 725 |                             |                          |       |       |

### Saint-Gervais
| Candidats pour la mairie | Vote            | %               |
| ------------------------ | --------------- | --------------- |
| Jacques Nadeau (Sortant) | Sans opposition | Sans opposition |

- Gilles Nadeau, conseiller #1, devient maire de Saint-Gervais en cours de mandat[Quand ?]

### Saint-Gilles
| Candidats pour la mairie            | Vote | %     |
| ----------------------------------- | ---- | ----- |
| Robert Samson (Sortant)             | 532  | 61,79 |
| Marie Houde                         | 329  | 38,21 |
| Nombre d'électeurs inscrits : 1 516 |      |       |

### Saint-Henri
| Candidats pour la mairie | Vote            | %               |
| ------------------------ | --------------- | --------------- |
| Yvon Bruneau             | Sans opposition | Sans opposition |

### Saint-Hilaire-de-Dorset
| Candidats pour la mairie | Vote            | %               |
| ------------------------ | --------------- | --------------- |
| Renaud Tanguay (Sortant) | Sans opposition | Sans opposition |

### Saint-Honoré-de-Shenley
| Candidats pour la mairie | Vote            | %               |
| ------------------------ | --------------- | --------------- |
| Herman Bolduc            | Sans opposition | Sans opposition |

### Saint-Isidore
| Candidats pour la mairie            | Vote | %     |
| ----------------------------------- | ---- | ----- |
| Clément Morin                       | 624  | 60,29 |
| Cécile Joly                         | 411  | 39,71 |
| Nombre d'électeurs inscrits : 2 091 |      |       |

### Saint-Jacques-de-Leeds
| Candidats pour la mairie | Vote            | %               |
| ------------------------ | --------------- | --------------- |
| Philippe Chabot          | Sans opposition | Sans opposition |

### Saint-Jacques-le-Majeur-de-Wolfestown
| Candidats pour la mairie | Vote            | %               |
| ------------------------ | --------------- | --------------- |
| Steven Laprise           | Sans opposition | Sans opposition |

### Saint-Janvier-de-Joly
| Candidats pour la mairie  | Vote            | %               |
| ------------------------- | --------------- | --------------- |
| Bernard Fortier (Sortant) | Sans opposition | Sans opposition |

### Saint-Jean-de-Brébeuf
| Candidats pour la mairie | Vote            | %               |
| ------------------------ | --------------- | --------------- |
| Ghislain Hamel (Sortant) | Sans opposition | Sans opposition |

### Saint-Jean-Port-Joli
| Candidats pour la mairie | Vote            | %               |
| ------------------------ | --------------- | --------------- |
| Jean-Pierre Dubé         | Sans opposition | Sans opposition |

### Saint-Joseph-de-Beauce
| Candidats pour la mairie            | Vote  | %     |
| ----------------------------------- | ----- | ----- |
| Michel Cliche                       | 1 513 | 74,20 |
| Gabriel Jacques                     | 526   | 25,80 |
| Nombre d'électeurs inscrits : 3 573 |       |       |

### Saint-Joseph-de-Coleraine
| Candidats pour la mairie            | Vote | %     |
| ----------------------------------- | ---- | ----- |
| Josette Vaillancourt                | 533  | 56,05 |
| Gilles Gosselin                     | 418  | 43,95 |
| Nombre d'électeurs inscrits : 1 695 |      |       |

### Saint-Joseph-des-Érables
| Candidats pour la mairie          | Vote | %     |
| --------------------------------- | ---- | ----- |
| Louis Jacques                     | 231  | 74,52 |
| Gaston Vachon (Sortant)           | 79   | 25,48 |
| Nombre d'électeurs inscrits : 379 |      |       |

### Saint-Jules
| Candidats pour la mairie  | Vote            | %               |
| ------------------------- | --------------- | --------------- |
| Ghislaine Doyon (Sortant) | Sans opposition | Sans opposition |

### Saint-Julien
| Candidats pour la mairie  | Vote            | %               |
| ------------------------- | --------------- | --------------- |
| Jacques Laprise (Sortant) | Sans opposition | Sans opposition |

### Saint-Just-de-Bretenières
| Candidats pour la mairie | Vote            | %               |
| ------------------------ | --------------- | --------------- |
| Réal Bolduc              | Sans opposition | Sans opposition |

### Saint-Lambert-de-Lauzon
| Candidats pour la mairie            | Vote | %     |
| ----------------------------------- | ---- | ----- |
| François Barret                     | 720  | 59,21 |
| Thérèse Boucher                     | 496  | 40,79 |
| Nombre d'électeurs inscrits : 4 194 |      |       |

### Saint-Lazare-de-Bellechasse
| Candidats pour la mairie          | Vote | %     |
| --------------------------------- | ---- | ----- |
| Martin J. Côté                    | 310  | 55,66 |
| Yvon Morin                        | 247  | 44,34 |
| Nombre d'électeurs inscrits : 985 |      |       |

### Saint-Léon-de-Standon
| Candidats pour la mairie            | Vote | %     |
| ----------------------------------- | ---- | ----- |
| Bernard Morin                       | 413  | 56,89 |
| Germain Roy                         | 255  | 35,12 |
| Diane Dumas (Sortante)              | 58   | 7,99  |
| Nombre d'électeurs inscrits : 1 095 |      |       |

### Saint-Louis-de-Gonzague
| Candidats pour la mairie | Vote            | %               |
| ------------------------ | --------------- | --------------- |
| Suzanne Campeau Guenette | Sans opposition | Sans opposition |

### Saint-Luc-de-Bellechasse
| Candidats pour la mairie          | Vote | %     |
| --------------------------------- | ---- | ----- |
| René Leclerc                      | 203  | 58,17 |
| Herman Laflamme                   | 146  | 41,83 |
| Nombre d'électeurs inscrits : 482 |      |       |

### Saint-Magloire
| Candidats pour la mairie | Vote            | %               |
| ------------------------ | --------------- | --------------- |
| Marcel Asselin (Sortant) | Sans opposition | Sans opposition |

### Saint-Malachie
| Candidats pour la mairie            | Vote | %     |
| ----------------------------------- | ---- | ----- |
| Vital Labonté                       | 385  | 70,38 |
| Clément Guillemette                 | 162  | 29,62 |
| Nombre d'électeurs inscrits : 1 236 |      |       |

### Saint-Marcel
| Candidats pour la mairie  | Vote            | %               |
| ------------------------- | --------------- | --------------- |
| Clément Bernier (Sortant) | Sans opposition | Sans opposition |

### Saint-Martin
| Candidats pour la mairie            | Vote | %     |
| ----------------------------------- | ---- | ----- |
| Jean-Marc Paquet (Sortant)          | 637  | 51,50 |
| Serge Poulin                        | 600  | 48,50 |
| Nombre d'électeurs inscrits : 2 055 |      |       |

### Saint-Michel-de-Bellechasse
| Candidats pour la mairie  | Vote            | %               |
| ------------------------- | --------------- | --------------- |
| Léonard Leclerc (Sortant) | Sans opposition | Sans opposition |

### Saint-Narcisse-de-Beaurivage
| Candidats pour la mairie | Vote            | %               |
| ------------------------ | --------------- | --------------- |
| Denis Dion (Sortant)     | Sans opposition | Sans opposition |

### Saint-Nazaire-de-Dorchester
| Candidats pour la mairie | Vote            | %               |
| ------------------------ | --------------- | --------------- |
| Claude Lachance          | Sans opposition | Sans opposition |

### Saint-Nérée
| Candidats pour la mairie          | Vote | %     |
| --------------------------------- | ---- | ----- |
| Clément Vallières                 | 322  | 71,40 |
| Gérard Bouchard                   | 129  | 28,60 |
| Nombre d'électeurs inscrits : 787 |      |       |

### Saint-Odilon-de-Cranbourne
| Candidats pour la mairie | Vote            | %               |
| ------------------------ | --------------- | --------------- |
| Marc-André Labbé         | Sans opposition | Sans opposition |

### Saint-Omer
| Candidats pour la mairie   | Vote            | %               |
| -------------------------- | --------------- | --------------- |
| Réjeanne Godbout (Sortant) | Sans opposition | Sans opposition |

### Saint-Pamphile
| Candidats pour la mairie            | Vote | %     |
| ----------------------------------- | ---- | ----- |
| Réal Laverdière (Sortant)           | 728  | 52,68 |
| Gilles Bérubé                       | 654  | 47,32 |
| Nombre d'électeurs inscrits : 2 213 |      |       |

### Saint-Patrice-de-Beaurivage
| Candidats pour la mairie | Vote            | %               |
| ------------------------ | --------------- | --------------- |
| Marlène Demers (Sortant) | Sans opposition | Sans opposition |

### Saint-Paul-de-Montminy
| Candidats pour la mairie          | Vote | %     |
| --------------------------------- | ---- | ----- |
| Émile Tanguay (Sortant)           | 391  | 89,06 |
| Carl Blais                        | 24   | 5,47  |
| Fernand Robitaille                | 24   | 5,47  |
| Nombre d'électeurs inscrits : 872 |      |       |

### Saint-Philémon
| Candidats pour la mairie | Vote            | %               |
| ------------------------ | --------------- | --------------- |
| Joseph Talbot            | Sans opposition | Sans opposition |

### Saint-Philibert
| Candidats pour la mairie | Vote            | %               |
| ------------------------ | --------------- | --------------- |
| Marc Nadeau              | Sans opposition | Sans opposition |

### Saint-Pierre-de-Broughton
| Candidats pour la mairie          | Vote | %     |
| --------------------------------- | ---- | ----- |
| Nicole Bourque                    | 395  | 64,75 |
| Jean-Marie Roy                    | 215  | 35,25 |
| Nombre d'électeurs inscrits : 811 |      |       |

### Saint-Pierre-de-la-Rivière-du-Sud
| Candidats pour la mairie          | Vote | %     |
| --------------------------------- | ---- | ----- |
| Alain Fortier                     | 335  | 68,79 |
| Hilaire Létourneau (Sortant)      | 152  | 31,21 |
| Nombre d'électeurs inscrits : 721 |      |       |

- Démission du maire Alain Fortier en cours de mandat[5].
- Hilaire Létourneau redevient maire de la municipalité[5].

### Saint-Prosper
| Candidats pour la mairie            | Vote | %     |
| ----------------------------------- | ---- | ----- |
| Raynald Fortin                      | 672  | 42,53 |
| Gilles Boivin (Sortant)             | 599  | 37,91 |
| Jean-René Poulin                    | 309  | 19,56 |
| Nombre d'électeurs inscrits : 2 920 |      |       |

Élection partielle au poste de maire au printemps 2008.
- Élection de Pierre Poulin, conseiller #5, au poste de maire[6].
- Richard Couët devient conseiller #5 en 2008[6].

### Saint-Raphaël
| Candidats pour la mairie            | Vote | %     |
| ----------------------------------- | ---- | ----- |
| Clément Lacroix                     | 561  | 59,37 |
| Michel Michaud (Sortant)            | 384  | 40,63 |
| Nombre d'électeurs inscrits : 1 933 |      |       |

- Gilles Breton, conseiller #1, devient maire de Saint-Raphaël en cours de mandat en 2008[7].

### Saint-René
| Candidats pour la mairie   | Vote            | %               |
| -------------------------- | --------------- | --------------- |
| Jean-Guy Deblois (Sortant) | Sans opposition | Sans opposition |

### Saint-Roch-des-Aulnaies
| Candidats pour la mairie | Vote            | %               |
| ------------------------ | --------------- | --------------- |
| Michel Castonguay        | Sans opposition | Sans opposition |

### Saint-Séverin
| Candidats pour la mairie          | Vote | %     |
| --------------------------------- | ---- | ----- |
| Daniel Perron                     | 136  | 57,38 |
| Lorraine Grenier                  | 101  | 42,62 |
| Nombre d'électeurs inscrits : 283 |      |       |

### Saint-Simon-les-Mines
| Candidats pour la mairie | Vote            | %               |
| ------------------------ | --------------- | --------------- |
| Martin Busque (Sortant)  | Sans opposition | Sans opposition |

### Saint-Sylvestre
| Candidats pour la mairie | Vote            | %               |
| ------------------------ | --------------- | --------------- |
| Mario Grenier            | Sans opposition | Sans opposition |

### Saint-Théophile
| Candidats pour la mairie | Vote            | %               |
| ------------------------ | --------------- | --------------- |
| Roland Boucher           | Sans opposition | Sans opposition |

### Saint-Vallier
| Candidats pour la mairie          | Vote | %     |
| --------------------------------- | ---- | ----- |
| Jean Lemieux                      | 362  | 61,05 |
| Raynald Blouin                    | 231  | 38,95 |
| Nombre d'électeurs inscrits : 893 |      |       |

### Saint-Victor
| Candidats pour la mairie | Vote            | %               |
| ------------------------ | --------------- | --------------- |
| Roland Giguère           | Sans opposition | Sans opposition |

### Saint-Zacharie
| Candidats pour la mairie            | Vote | %     |
| ----------------------------------- | ---- | ----- |
| Daniel Gagné                        | 384  | 38,87 |
| Yvon Morin (Sortant)                | 304  | 30,77 |
| Jean Paradis                        | 300  | 30,36 |
| Nombre d'électeurs inscrits : 1 705 |      |       |

### Sainte-Agathe-de-Lotbinière
| Candidats pour la mairie            | Vote | %     |
| ----------------------------------- | ---- | ----- |
| Michel Champagne                    | 425  | 68,11 |
| Mario Routhier                      | 199  | 31,89 |
| Nombre d'électeurs inscrits : 1 039 |      |       |

### Sainte-Apolline-de-Patton
| Candidats pour la mairie | Vote            | %               |
| ------------------------ | --------------- | --------------- |
| Gilles Turcotte          | Sans opposition | Sans opposition |

### Sainte-Aurélie
| Candidats pour la mairie | Vote            | %               |
| ------------------------ | --------------- | --------------- |
| Mario Pouliot            | Sans opposition | Sans opposition |

### Sainte-Claire
| Candidats pour la mairie  | Vote            | %               |
| ------------------------- | --------------- | --------------- |
| Fernand Fortier (Sortant) | Sans opposition | Sans opposition |

### Sainte-Clotilde-de-Beauce
| Candidats pour la mairie  | Vote            | %               |
| ------------------------- | --------------- | --------------- |
| Jacques Lussier (Sortant) | Sans opposition | Sans opposition |

- Gérald Grenier, conseiller #4, devient maire de Sainte-Clotilde-de-Beauce en cours de mandat.

### Sainte-Croix
| Candidats pour la mairie            | Vote | %     |
| ----------------------------------- | ---- | ----- |
| Jacques Gauthier                    | 354  | 36,46 |
| Gaétan Cayer                        | 281  | 28,94 |
| Bernard Lepage                      | 240  | 24,72 |
| Sylvain Boulianne                   | 96   | 9,88  |
| Nombre d'électeurs inscrits : 1 942 |      |       |

### Sainte-Euphémie-sur-Rivière-du-Sud
| Candidats pour la mairie          | Vote | %     |
| --------------------------------- | ---- | ----- |
| André Mercier                     | 169  | 55,23 |
| Denis Giroux (Sortant)            | 137  | 44,77 |
| Nombre d'électeurs inscrits : 374 |      |       |

Élection partielle au poste de maire en 2007
- Déclenchée en raison de la démission du maire André Mercier
- Élection par acclamation de la directrice-générale Laurence Hallé au poste de mairesse[8].

| Candidats pour la mairie | Vote            | %               |
| ------------------------ | --------------- | --------------- |
| Laurence Hallé           | Sans opposition | Sans opposition |

### Sainte-Félicité
| Candidats pour la mairie | Vote            | %               |
| ------------------------ | --------------- | --------------- |
| Georges St-Pierre        | Sans opposition | Sans opposition |

### Sainte-Hénédine
| Candidats pour la mairie | Vote            | %               |
| ------------------------ | --------------- | --------------- |
| Yvon Asselin (Sortant)   | Sans opposition | Sans opposition |

### Sainte-Justine
| Candidats pour la mairie    | Vote            | %               |
| --------------------------- | --------------- | --------------- |
| Marcel Morissette (Sortant) | Sans opposition | Sans opposition |

### Sainte-Louise
Aucun candidat à la mairie
- Mireille Forget devient mairesse de Sainte-Louise en cours de mandat[Quand ?]

### Sainte-Lucie-de-Beauregard
| Candidats pour la mairie | Vote            | %               |
| ------------------------ | --------------- | --------------- |
| Louis Lachance           | Sans opposition | Sans opposition |

### Sainte-Marguerite
| Candidats pour la mairie          | Vote | %     |
| --------------------------------- | ---- | ----- |
| Adrienne Gagné                    | 325  | 68,13 |
| Yvon Roy                          | 152  | 31,87 |
| Nombre d'électeurs inscrits : 862 |      |       |

### Sainte-Marie
| Candidats pour la mairie | Vote            | %               |
| ------------------------ | --------------- | --------------- |
| Harold Guay (Sortant)    | Sans opposition | Sans opposition |

### Sainte-Perpétue
| Candidats pour la mairie | Vote            | %               |
| ------------------------ | --------------- | --------------- |
| Céline Avoine Cloutier   | Sans opposition | Sans opposition |

### Sainte-Praxède
| Candidats pour la mairie  | Vote            | %               |
| ------------------------- | --------------- | --------------- |
| Gérald McKenzie (Sortant) | Sans opposition | Sans opposition |

### Sainte-Rose-de-Watford
| Candidats pour la mairie   | Vote            | %               |
| -------------------------- | --------------- | --------------- |
| Hector Provençal (Sortant) | Sans opposition | Sans opposition |

### Sainte-Sabine
| Candidats pour la mairie | Vote            | %               |
| ------------------------ | --------------- | --------------- |
| Denis Boutin (Sortant)   | Sans opposition | Sans opposition |

### Saints-Anges
| Candidats pour la mairie          | Vote | %     |
| --------------------------------- | ---- | ----- |
| Rodrigue Boily                    | 489  | 73,86 |
| Claude Turmel                     | 172  | 26,14 |
| Nombre d'électeurs inscrits : 906 |      |       |

- Jean-Marie Pouliot devient maire de Saints-Anges en cours de mandat[Quand ?]

### Scott
| Candidats pour la mairie            | Vote | %     |
| ----------------------------------- | ---- | ----- |
| Yvan Leblond                        | 461  | 51,05 |
| Philibert Poulin                    | 442  | 48,95 |
| Nombre d'électeurs inscrits : 1 465 |      |       |

### Thetford Mines
Élection reportée en 2006
- Élection de Luc Berthold au poste de maire lors des élections du 5 novembre 2006[9],[10]

### Tourville
| Candidats pour la mairie | Vote            | %               |
| ------------------------ | --------------- | --------------- |
| Michel Anctil            | Sans opposition | Sans opposition |

### Tring-Jonction
| Candidats pour la mairie    | Vote            | %               |
| --------------------------- | --------------- | --------------- |
| Christian Jacques (Sortant) | Sans opposition | Sans opposition |

### Val-Alain
| Candidats pour la mairie | Vote            | %               |
| ------------------------ | --------------- | --------------- |
| Rénald Grondin (Sortant) | Sans opposition | Sans opposition |

### Vallée-Jonction
| Candidats pour la mairie | Vote            | %               |
| ------------------------ | --------------- | --------------- |
| Lise Cloutier (Sortant)  | Sans opposition | Sans opposition |